# Pierre Nicolas Le Chéron d'Incarville
Pierre Nicholas Le Chéron d'Incarville (Louviers, 21. kolovoza 1706. – Peking, 12. lipnja 1757.) bio je isusovac i strastveni botaničar.

## Životopis
Pierre Nicholas je rođen u Louviersu kao sin Jean Le Chérona, štitonoše La Salle du Bois, grofa od Freneuse i Marie-Anne Martin, oboje pripadnici srednje građanske klase. Stupio je u isusovački red 1727. godine, a nakon studija u Rouenu, pristupio je u novicijat u Parizu.  Od 1730. do 1739. godine je boravio u Québecu, Kanada, gdje je predavao humanističke znanosti i retoriku te studirao na koledžu u Québecu. Vratio se u Francusku kako bi zatražio, a potom i dobio odbrenje za misionarski rad u Kini.

## Botanika i misije
Prije svog odlaska u Kinu, proveo je šest mjeseci produbljujući svoje botaničko znanje s botaničarima, liječnicima, kemičarima i članovima Kraljevske akademije znanosti. Upoznao je botaničara Bernarda de Jussieua (1699. – 1777.), kemičare Claude-Joseph Geoffroya (1685. – 1752.), Jean Hellotaa (1685. – 1766.)- osnivača biljne kemije i Guillaume-Françoisa Rouellea i mnoge druge. 19. siječnja 1740. ukrcao se na brod Le Jason u Lorientu kojim je otišao u Kinu. Stigao je u Makao, gdje predstavlja svoj prvi herbarij. U Kantonu je počeo proučavati klasični kineski, pisani jezik koji su znali samo znanstvenici. Nakon toga je otišao u Pé-Tang - Cathédrale du Nord (Sjeverna katedrala) u Pekingu, francuskoj isusovačkoj rezidenciji izgrađenoj u Carskom gradu gdje ostaje sljedećih 17 godina. Preminuo je u 50. godini od vrućice kojom se zarazio od oboljele osobe.

## Zasluge
Iako nije bio profesionalni botaničar, bio je dobro obrazovan u tom području te je postao redovni dopisnik Jardin des plantes de Paris (Vrta biljaka u Parizu) pa je Bernardu de Jussieua (1699. – 1777.) i Georges-Louis Leclerc, Comte de Buffonu ( 1707 - 1788) poslao velik broj sjemenki drveća i grmlja s riječima Arbor incognita sinarum (nepoznato kinesko drvo).
Biljke koje je predstavio zapadnom svijetu uključuju nebesko drvo Ailanthus altissima, stablo pagode ili japanska sofora (Styphnolobium japonicum), Lampion drvo (Koelreuteria paniculata) i Kineski mahagonij (Toona sinensis). Također je bio prvi Europljanin koji je opisao kivi.

## Izdavački rad
Uz dopisni rad, napisao je nekoliko djela koja su objavljena u Europi. To su pokrivale teme poput Samia cynthia moljca svilca, kineskog lakiranja i vatrometa, kao i francusko-kineski rječnik. Također je objavio kopiju djela botaničke ilustracije iz 16. stoljeća (Yuzhi bencao pinhui jingyao). 
 Antoine-Laurent de Jussieu nazvao je po njemu rod bignoniacea Incarvillea.